# Идаволл
Идаволл (др.-сканд. Iðavöllr; швед. Idavallen; англ. Idavoll) — в скандинавской мифологии — равнина, на которой жили и веселились асы до прихода трёх могучих дев из мира исполинов.
На этом же Идавелле снова встретятся асы после того, как нынешний мир погибнет, всё зло прекратится и воскреснет бог Бальдр. Значение слова «Идаволл» приводилось в связь с горой Идой древних. Гримм объясняет Идаволл как «долину возврата».

## Упоминания
В стансах в поэме «Прорицание вёльвы» вёльва повествует о том, что в стародавние времена асы сошлись на равнине Идаволл и воздвигли там хёрг и хоф:
| Hittoz æsir á Iðavelli, þeir er hǫrg ok hof hátimbroðo. | Встретились Асы на равнине Иды, Там они храм и алтарь сколотили |